# Puñal (municipio)
Puñal es un municipio de la República Dominicana, que está situado en la provincia de provincia de Santiago.

## Localización
Está localizado en la parte este de dicha provincia y tiene una extensión territorial aproximada de 63,3 km². 

## Límites
Municipios limítrofes:
|                                                    | Norte: Santiago de los Caballeros, Licey al Medio y Moca |            |
| Oeste: Santiago de los Caballeros y Sabana Iglesia |                                                          | Este: Moca |
|                                                    | Sur: Baitoa y La Vega                                    |            |

## Demografía
En 2007 tenía 49500 habitantes.

## Distritos municipales
Está formado por los distritos municipales de:
| Nombre    | Código   |
| --------- | -------- |
| Puñal     | 01250801 |
| Guayabal  | 01250802 |
| Canabacoa | 01250803 |

## Historia
Puñal se convirtió en sección rural del municipio de Santiago de los Caballeros en 1937. 
El 7 de abril de 2006 la sección rural de Puñal fue elevada a categoría de municipio, mediante la Ley 145-06. 

## Economía
Puñal es una comunidad rural con vocación agropecuaria, aunque actualmente se están radicando importantes industrias relacionadas con la dinámica metropolitana de Santiago.
Parte de las instalaciones del Aeropuerto Internacional del Cibao se hallan en terrenos del municipio.